# 腦膜炎雙球菌疫苗
腦膜炎雙球菌疫苗（Meningoccal vaccine）指的是專門預防腦膜炎雙球菌感染的疫苗。不同的疫苗可能對部分或以下幾種腦膜炎血清型有效；分別是A、C、W135、和Y等四種 。疫苗至少可以在兩年內提供大約85%-100%的防疫效果。只要廣泛讓民眾接種疫苗，它們確實可以降低腦膜炎和敗血症的發病機率。疫苗可以藉由肌肉注射或是皮下注射的方式給藥。
世界衛生組織針對發病率中等或更高甚至是常態性爆發的國家提出建議，應定期施打疫苗。而對於低發病率的國家，則建議讓高風險族群保持免疫狀態。目前在非洲腦膜炎帶的努力目標是希望讓一到三十歲的人們可以獲得免疫，所以目前腦膜炎A型混合疫苗施打一直在進行。在加拿大和美國，世界衛生組織建議應讓青少年以及高風險族群定期施打可對抗四種不同亞型腦膜炎雙球菌的疫苗該組織也同樣希望要前往麥加朝聖的旅客可以施打疫苗。
小心注意總是好的，有些人在施打疫苗的當下就開始出現疼痛與紅疹等症狀。在懷孕期間接受疫苗注射貌似（但目前无法确定）是安全的，嚴重過敏反應的發生機率小於一百萬分之一。
第一劑的腦膜炎雙球菌疫苗出現在1970年代，腦膜炎雙球菌疫苗是世界衛生組織基本藥物標準清單的藥品，也代表是在基礎醫療中極具重要地位的藥物。2014年，一劑的量販價約介於3.23到10.77美元間。在美國，一次的療程約需花費100到200美元。